# The International
The International — первый по дисциплине Dota 2 и крупнейший среди прочих ежегодный киберспортивный турнир. Проводится компанией Valve. Впервые проведён в Кёльне на выставке Gamescom в 2011.

## Организация турниров
Серия турниров The International по компьютерной игре Dota 2 проводится под руководством компании-разработчика игры Valve. Финальная часть турнира собирает 16 лучших команд мира (с 2017 года — 18, с 2022 — 20 команд).
Начиная с 2011 года турниры The International проводятся один раз в год и являются главным и наиболее престижным событием года в дисциплине Dota 2, как по размеру суммы призовых, так и по составу участников. The International считается аналогом чемпионата мира в других видах спорта, победа в котором является наивысшим достижением для игроков и команд со всего мира. Призовой фонд первого турнира в 2011 году был беспрецедентным для киберспорта и составил 1,6 млн долларов, но, начиная с 2013 года, ежегодно бьёт рекорд по сумме призовых — в 2021 году призовой фонд превысил 40 млн долларов. Начиная с 2013 года, часть призового фонда The International формируется через краудфандинг: в преддверии турнира обычные игроки в Dota 2 получают возможность купить во внутриигровом магазине специальный набор бонусов (он представляют собой боевой пропуск и долгое время именовался «Компендиумом»), и часть средств от продажи этих наборов пополняет призовой фонд турнира. Такая модель софинансирования призового фонда постепенно появляется и в других киберспортивных турнирах.
Турниры The International обычно проводятся в конце лета (за исключением The International 10, когда из-за проблем, связанных с эпидемией COVID-19, организатору пришлось перенести срок проведения на октябрь). Часть команд получают прямые приглашения, прочие имеют шанс попасть на турнир через региональные квалификации. Самый первый турнир — TI 2011 — прошёл по прямым приглашениям наиболее сильных команд, ранее игравших в DOTA. Постепенно число прямых приглашений сокращалось — с 16 в 2011 году до 6 в 2017. Открытые позиции в турнире разыгрывались в отборочных региональных чемпионатах.
После The International 2017 была введена новая система набора командами очков Dota Pro Circuit на протяжении сезона. Первые 12 команд, набравших наибольшее количество баллов, участвуют в турнире по прямым приглашениям. Оставшиеся позиции получали команды, занявшие первые места в отборочных региональных матчах TI.
В финальной части турнира сначала играется групповой этап. По результатам группового этапа определяется попадание в «нижнюю» или «верхнюю» сетку по системе с выбыванием после двух поражений. Каждый из матчей ведётся до двух побед. Проигравшая в «верхней» сетке команда попадает в «нижнюю» сетку, где у неё всё ещё остаются шансы побороться за титул чемпиона. В случае поражения в «нижней» сетке команда выбывает из борьбы. Игры на завершающем этапе турнира проводятся на сцене перед зрителями (за исключением The International 10, когда из-за проблем, связанных с эпидемией COVID-19, команды играли при пустых трибунах). Единственный раз, когда завершающий этап турнира проводился не по системе двух поражений, был на The International 2014. После определения победителей в верхней и нижней сетке организуется так называемый «гранд-финал», где определяется чемпион турнира. В гранд-финале матч длится до трёх побед одной из команд.

## Эгида чемпионов

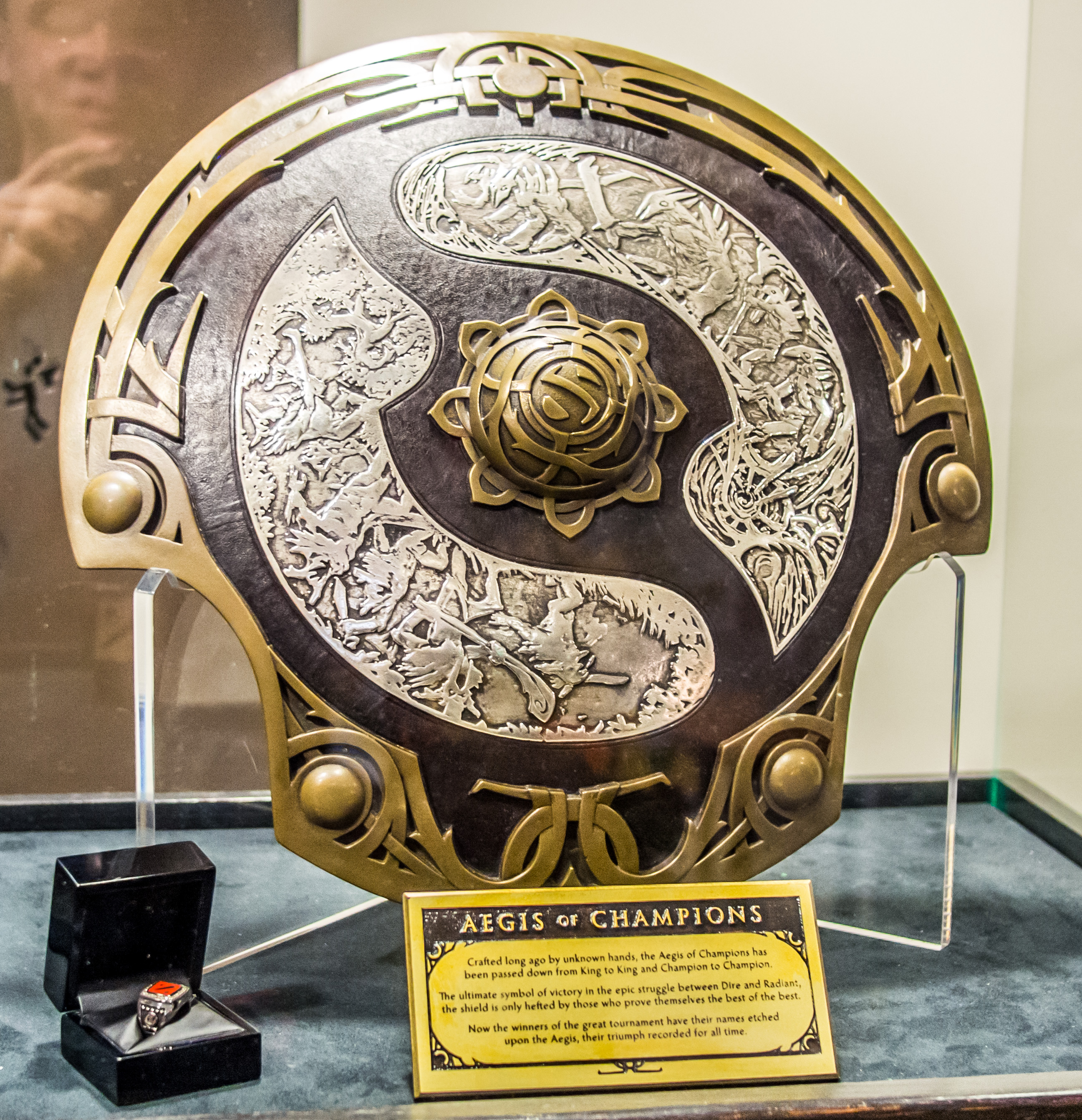
Эгида чемпионов

Эгида чемпионов (англ. Aegis of Champions) — это награда, разыгрываемая на турнире. Она представляет собой щит, сделанный компанией Weta из бронзы и серебра. На лицевой стороне изображён рисунок, изображающий борьбу между светлой и тёмной стороной, на обратной стороне выгравированы имена всех победителей The International. Этот кубок можно использовать как настоящий щит. В щите специально сделаны углубления по кругу, для удобства поднятия над головой.

## Победители
| Турнир                 | Призовой фонд | Победитель      |
| ---------------------- | ------------- | --------------- |
| The International 2011 | 1 600 000 $   | Natus Vincere   |
| The International 2012 | 1 600 000 $   | Invictus Gaming |
| The International 2013 | 2 874 380 $   | The Alliance    |
| The International 2014 | 10 923 977 $  | NewBee          |
| The International 2015 | 18 429 613 $  | Evil Geniuses   |
| The International 2016 | 20 770 460 $  | Wings Gaming    |
| The International 2017 | 24 787 916 $  | Team Liquid     |
| The International 2018 | 25 532 177 $  | OG              |
| The International 2019 | 34 302 501 $  | OG              |
| The International 2021 | 40 018 195 $  | Team Spirit     |
| The International 2022 | 18 930 775 $  | Tundra Esports  |
| The International 2023 | 3 092 575 $   | Team Spirit     |
| The International 2024 | 2 457 185 $   | Team Liquid     |
| The International 2025 | 1 600 000 $   | ?               |

## О турнирах

### The International 2011

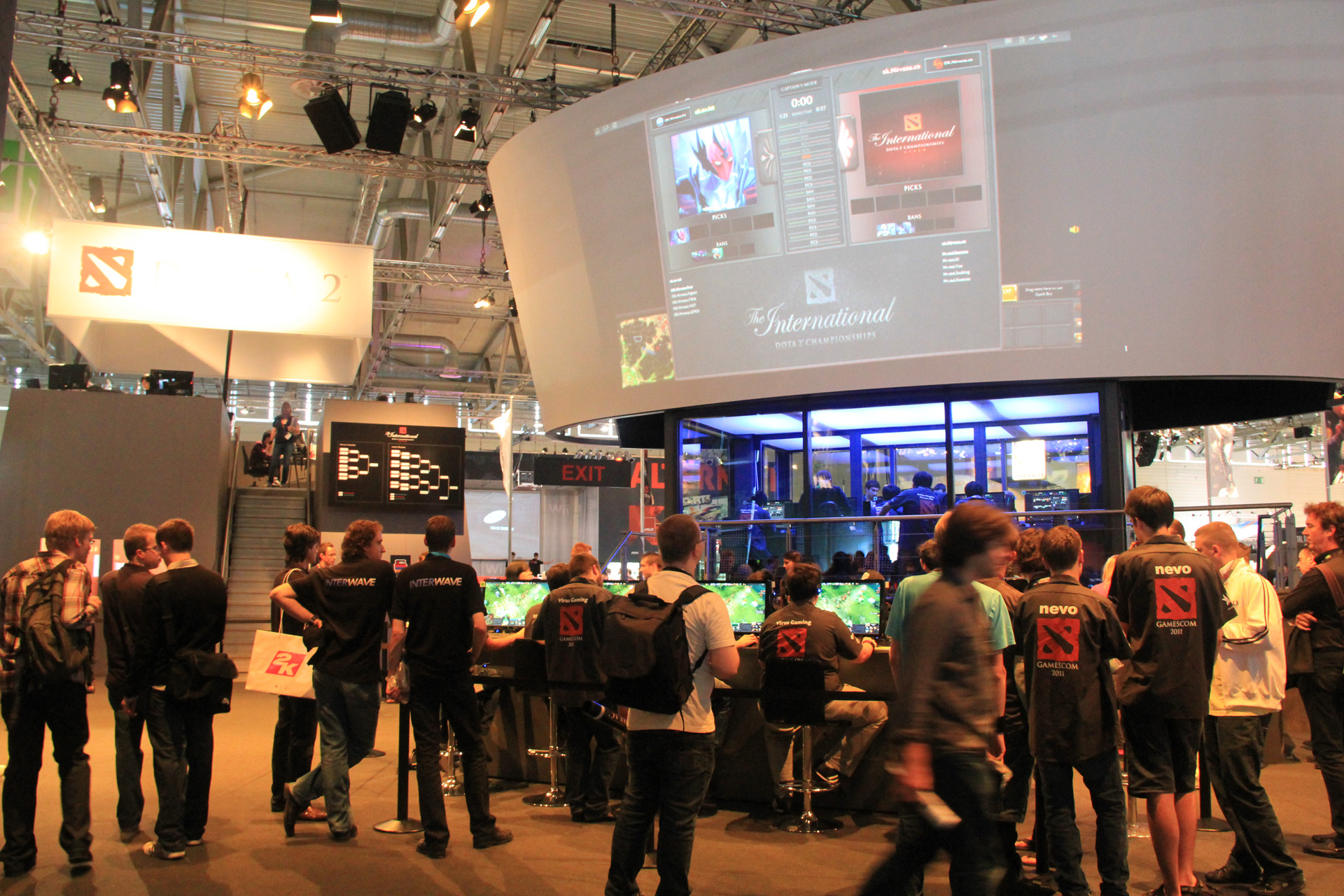
Турнир The International 2011 на Gamescom 2011

В 2011 году, права участия в самом первом турнире The International 2011 получило 16 приглашённых команд со всего мира, которые в то время играли в DotA — Dota 2 ещё не вышла, отборочных игр не проводилось. Чемпионат проводился в Кёльне (Германия) с 17 по 21 августа 2011 года. Первым чемпионом The International стала украинская команда Na'Vi, победившая в финале китайскую EHOME.

#### Участники
| Участники      | Участники        | Участники        | Участники                            |
| -------------- | ---------------- | ---------------- | ------------------------------------ |
| MeetYourMakers | MiTH-Trust       | GosuGamers.net   | nevo                                 |
| Moscow Five    | Natus Vincere    | Virus Gaming     | MUFС                                 |
| TyLoo Gaming   | Mineski.Infinity | Invictus Gaming  | Online Kingdom Nirvana International |
| Scythe.SG      | EHOME            | Storm Games Clan | Online Kingdom Nirvana China         |

#### Результаты
| Место | Команда       | Призовые    |
| ----- | ------------- | ----------- |
| 1     | Natus Vincere | 1 000 000 $ |
| 2     | EHOME         | 250 000 $   |
| 3     | Scythe.SG     | 150 000 $   |

### The International 2012

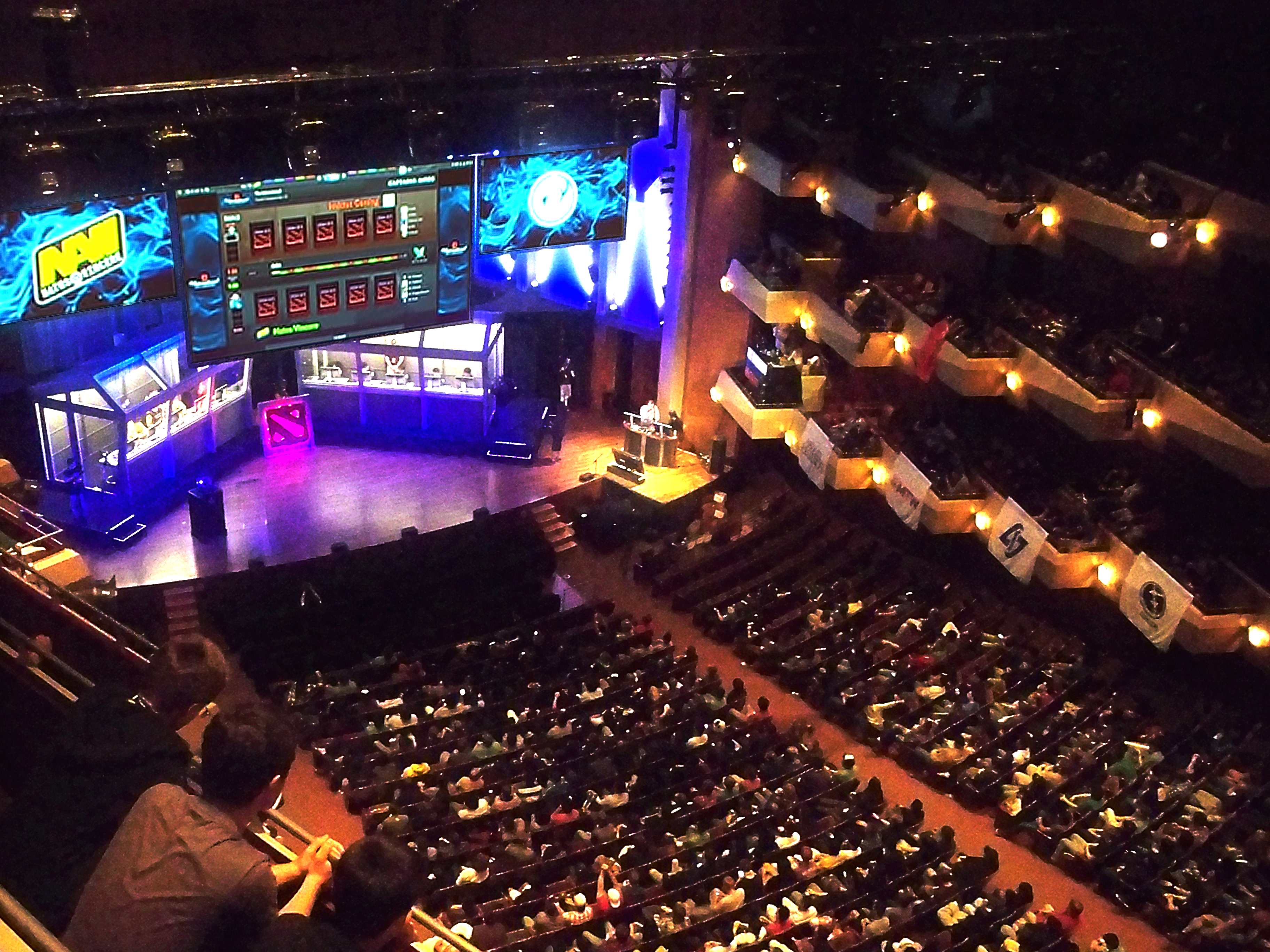
The International 2012 Зрители смотрят начало гранд-финала.
«Benaroya Hall», Сиэтл, Вашингтон, США.

В 2012 году прямые «инвайты» (англ. invite — приглашение) от Valve получили 14 лучших команд мира, в то время как борьба за остальные два слота велась при помощи онлайн-квалификаций «Wild Card Qualification» для востока и запада одновременно — с 6 по 10 июня 2012 года. Финал проводился в Сиэтле (США) с 26 августа по 2 сентября 2012 года, чемпионом второго турнира стала китайская команда Invictus Gaming, победившая в финале прошлого чемпиона Na’Vi.

#### Участники
| Участники     | Участники       | Участники        | Участники            |
| ------------- | --------------- | ---------------- | -------------------- |
| LGD Gaming    | Invictus Gaming | Natus Vincere    | Counter Logic Gaming |
| TongFu        | mTw             | Moscow Five      | Orange E-Sports      |
| mousesports   | DK              | Absolute Legends | Darer                |
| Evil Geniuses | EHOME           | compLexity       | Zenith               |

#### Результаты
| Место | Команда         | Призовые    |
| ----- | --------------- | ----------- |
| 1     | Invictus Gaming | 1 000 000 $ |
| 2     | Natus Vincere   | 250 000 $   |
| 3     | LGD Gaming      | 150 000 $   |

### The International 2013
В 2013 году приглашение на турнир получили 13 команд со всего мира, две команды определились при помощи онлайн-квалификаций «Wild Card Qualification» для запада — с 13 по 19 мая 2013 года, для востока — с 20 по 30 мая 2013 года, последнее приглашение было разыграно 3 августа в Сиэтле между командами, занявшими вторые места на квалификациях. Призовой фонд составил 2 874 407 долларов США. Финальная часть турнира прошла в Сиэтле (США) c 3 по 12 августа 2013 года, чемпионом стала шведская команда The Alliance, победив в финале Na’Vi.

#### Участники
| Участники       | Участники        | Участники    | Участники     |
| --------------- | ---------------- | ------------ | ------------- |
| Invictus Gaming | Orange.Neolution | The Alliance | Fnatic        |
| Team Liquid     | Natus Vincere    | Team Zenith  | Team Dignitas |
| Virtus.pro      | LGD.int          | Team DK      | Invasion MUFC |
| TongFu          | mousesports      | LGD.cn       | Rattlesnake   |

#### Результаты
| Место | Команда          | Призовые    |
| ----- | ---------------- | ----------- |
| 1     | The Alliance     | 1 437 204 $ |
| 2     | Natus Vincere    | 632 370 $   |
| 3     | Orange.Neolution | 287 441 $   |

### The International 2014

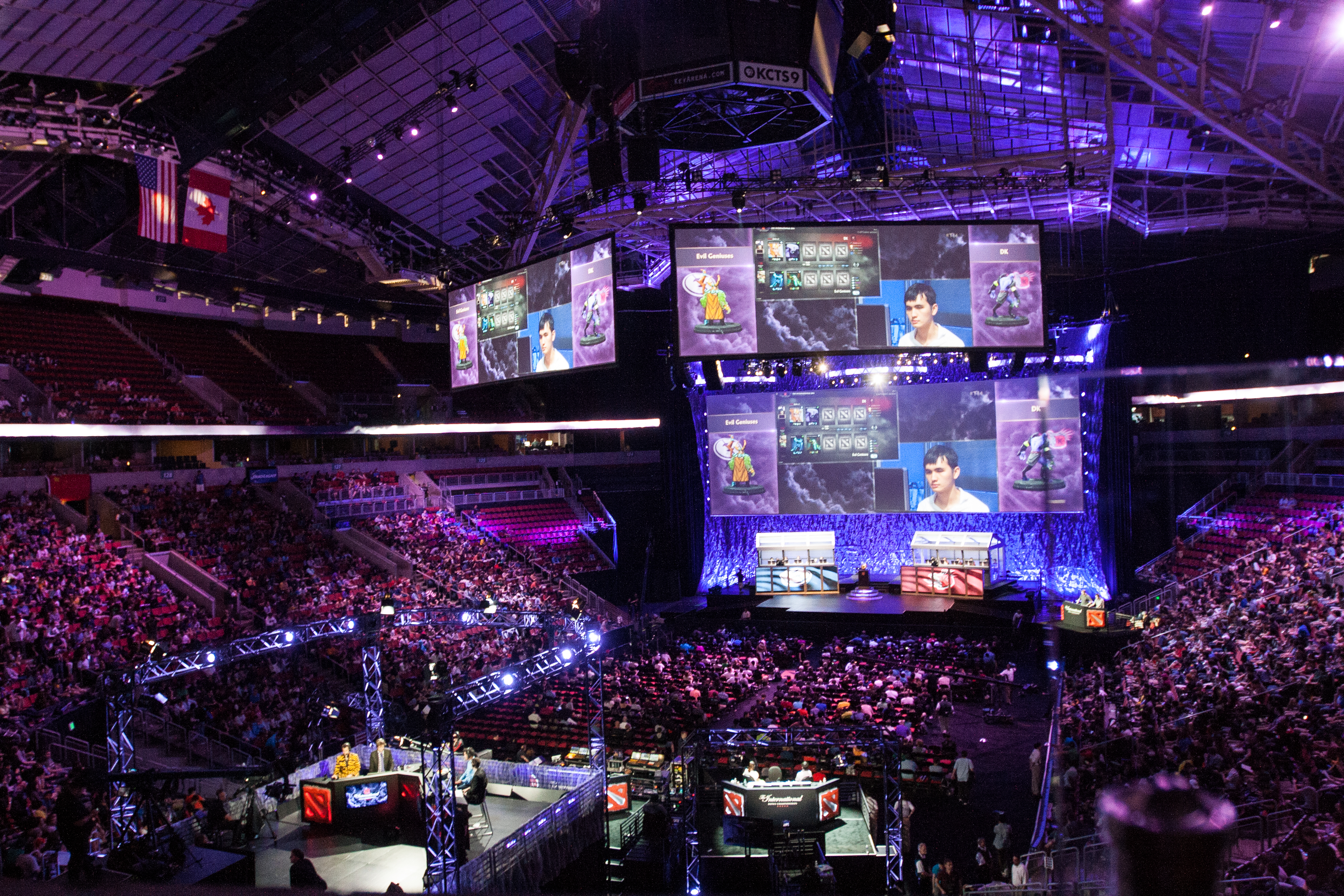
The International 2014. «Ки-арена».

В 2014 году приглашение на турнир получили 11 команд со всего мира, ещё четыре были выбраны при помощи онлайн-квалификаций «Wild Card Qualification», на этот раз квалификации делились по регионам: Европа, Америка, Китай, Юго-Восточная Азия. Последнее приглашение было разыграно между командами, занявшими вторые места на квалификациях. Призовой фонд составил 10 931 105 долларов. Финальная часть турнира прошла в Сиэтле (США) с 18 по 21 июля 2014 года, чемпионом стала китайская команда NewBee, победившая в финале своих соотечественников Vici Gaming.

#### Участники
| Участники       | Участники     | Участники     | Участники   |
| --------------- | ------------- | ------------- | ----------- |
| The Alliance    | Titan eSports | Evil Geniuses | Fnatic      |
| NewBee          | Vici Gaming   | Natus Vincere | Team DK     |
| Invictus Gaming | Cloud9        | Team Empire   | Na`Vi.US1   |
| Arrow Gaming    | LGD Gaming    | Mousesports   | Team Liquid |

#### Результаты
| Место | Команда       | Призовые    |
| ----- | ------------- | ----------- |
| 1     | NewBee        | 5 025 051 $ |
| 2     | Vici Gaming   | 1 474 743 $ |
| 3     | Evil Geniuses | 1 037 782 $ |

### The International 2015

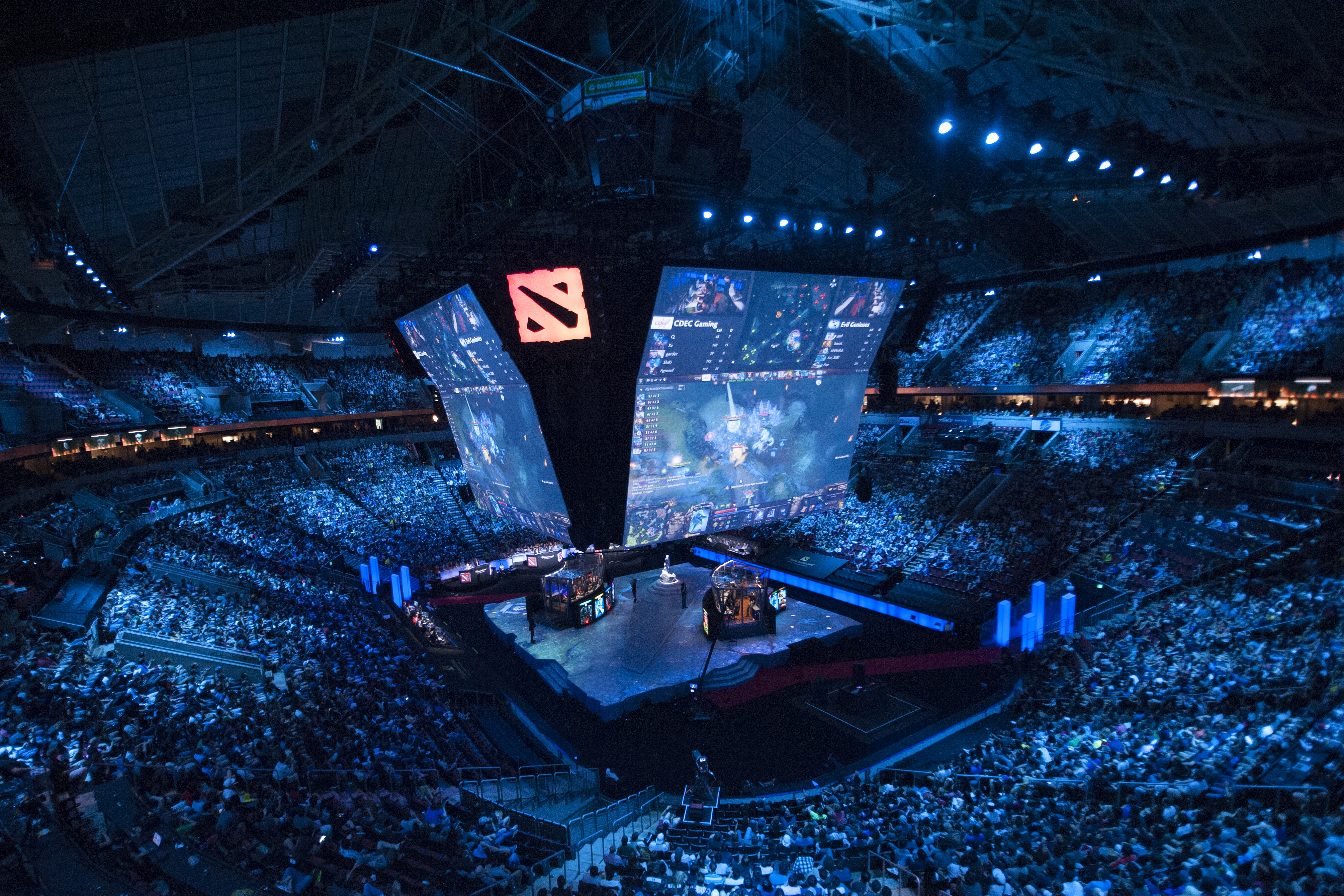
The International 2015. Гранд Финал «Ки-арена».

В 2015 году приглашение на турнир получили 10 команд со всего мира, ещё четыре места достались победителям региональных отборочных турниров: Европы, Америки, Китая, Юго-Восточной Азии, оставшиеся два места разыграли команды, занявшие вторые места на региональных квалификациях. Начальный призовой фонд турнира по традиции составил 1 600 000 долларов США, а дополнительный сбор с билетов составил ещё 16 829 613 долларов США. Итоговый призовой фонд составил 18 429 613 долларов США. Финал проводился в Сиэтле (США) с 27 июля по 8 августа 2015 года, чемпионом стала американская команда Evil Geniuses, победившая в финале китайскую команду CDEC Gaming.
В 2015 году Valve объявила о двух существенных изменениях в системе проведения собственных турниров. Во-первых, было анонсировано проведение трёх «мейджоров» (англ. major — главный), новых крупных турниров под эгидой Valve, которые должны были пройти после The International 2015 и перед The International 2016. Во-вторых, были установлены трансферные правила, несоблюдение которых приводило к тому, что команда лишалась возможности быть напрямую приглашённой на крупные турниры из-за изменений в составе, но оставляла за собой возможность попадания на эти турниры на общих основаниях через открытые квалификации. В сентябре 2015 года анонсированы подробности первого major-турнира. В отличие от предыдущих лет, The International 2016 года задумывался как последний главный турнир сезона, Valve запустила 3 мейджора, и теперь в сезоне четыре крупных официальных чемпионата, организованных компанией Valve и её партнёрами-организаторами. Изначально было известно, что первые три мейджора пройдут осенью, зимой и весной, а The International 2016 — как обычно, летом.

#### Участники
| Участники   | Участники     | Участники   | Участники       |
| ----------- | ------------- | ----------- | --------------- |
| Vici Gaming | Evil Geniuses | Team Secret | Invictus Gaming |
| LGD Gaming  | NewBee        | Cloud9      | Team Empire     |
| Virtus.pro  | Fnatic        | EHOME       | compLexity      |
| MVP HOT6ix  | Natus Vincere | CDEC        | MVP Phoenix     |

#### Результаты
| Место | Команда       | Призовые    |
| ----- | ------------- | ----------- |
| 1     | Evil Geniuses | 6 634 661 $ |
| 2     | CDEC Gaming   | 2 843 793 $ |
| 3     | LGD Gaming    | 2 202 646 $ |

### The International 2016

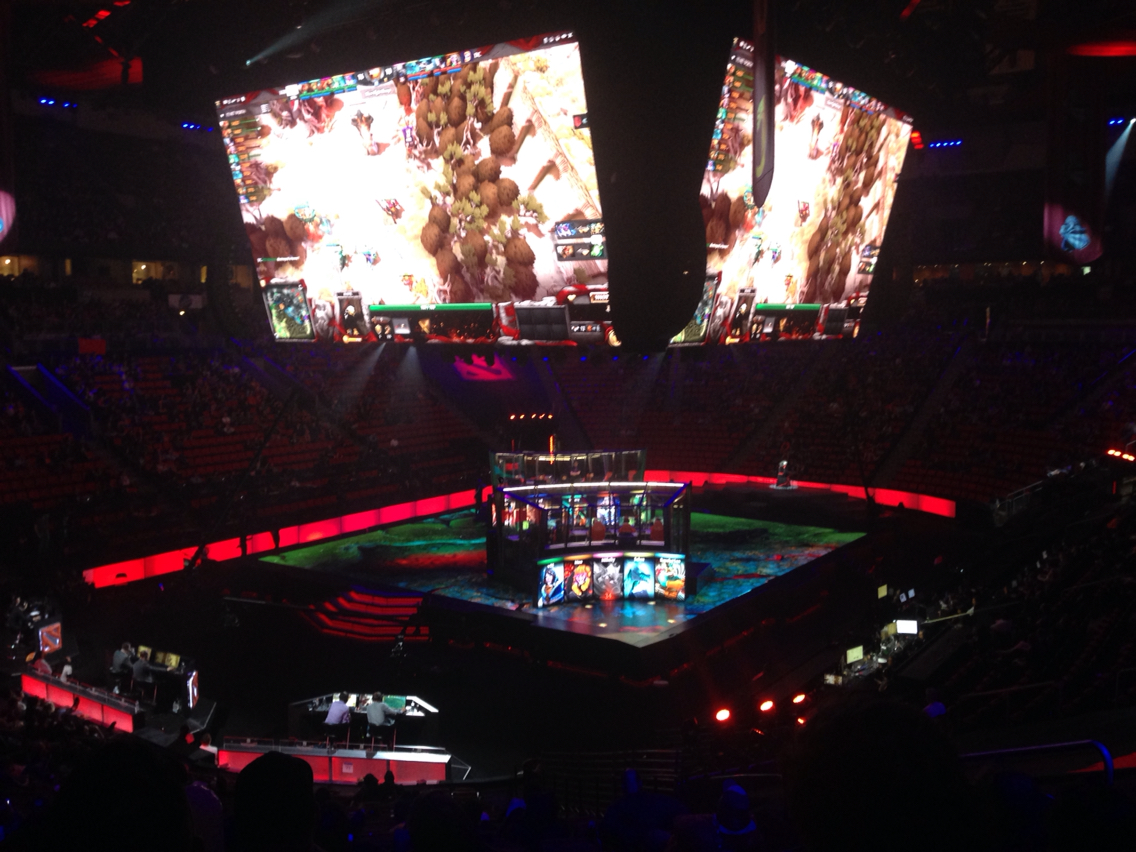
The International 2016, снова «Ки-арена».

В 2016 году приглашение на турнир получили 6 команд со всего мира, к ним присоединились восемь команд, занявших первые и вторые места в региональных квалификациях, оставшиеся два места были разыграны между четырьмя командами, которые заняли третьи места в региональных отборочных турнирах и получили право участия в «Wild Card Qualification», квалификация была разделена на четыре региона: Европа, Америка, Китай, Юго-Восточная Азия. Призовой фонд турнира составил 20 770 460 долларов США. Финал проводился в Сиэтле (США) с 3 по 13 августа 2016 года, чемпионом стала китайская команда Wings Gaming, победившая в финале американскую команду Digital Chaos.

#### Участники
| Участники     | Участники     | Участники     | Участники          |
| ------------- | ------------- | ------------- | ------------------ |
| OG            | Team Liquid   | Newbee        | LGD Gaming         |
| Team Secret   | MVP Phoenix   | Natus Vincere | Wings Gaming       |
| The Alliance  | Evil Geniuses | TnC Gaming    | Vici Gaming Reborn |
| Digital Chaos | EHOME         | Escape Gaming | Fnatic             |

#### Результаты
| Место | Команда       | Призовые    |
| ----- | ------------- | ----------- |
| 1     | Wings Gaming  | 9 139 002 $ |
| 2     | Digital Chaos | 3 427 126 $ |
| 3     | Evil Geniuses | 2 180 898 $ |

### The International 2017
В 2017 году прямые приглашения на турнир получили 6 команд со всего мира, оставшиеся 12 мест были разыграны в региональных квалификациях, на этот раз квалификации прошли в шести регионах: СНГ, Китай, Европа, Юго-Восточная Азия, Северная Америка, Южная Америка. Появились новые изменения в проведении чемпионата — теперь в турнире участвовало 18 команд, 2 команды, занявшие последние места в своей группе, выбывали с турнира, и далее борьба за чемпионство проходила по старой схеме между оставшимися 16 командами.
Финал проводился в Сиэтле (США) с 7 по 17 августа 2017 года, чемпионом стала европейская команда Team Liquid, победившая в финале чемпиона TI 2014 NewBee.

#### Участники
| Участники     | Участники    | Участники         | Участники   | Участники | Участники       |
| ------------- | ------------ | ----------------- | ----------- | --------- | --------------- |
| Evil Geniuses | TNC Pro Team | Team Empire       | Team Secret | Fnatic    | LGD Gaming      |
| Team Liquid   | IG Vitality  | OG                | Cloud9      | Newbee    | Invictus Gaming |
| Digital Chaos | Virtus.pro   | LGD Forever Young | Execration  | Infamous  | HellRaisers     |

#### Результаты
| Место | Команда           | Призовые     |
| ----- | ----------------- | ------------ |
| 1     | Team Liquid       | 10 862 683 $ |
| 2     | Newbee            | 3 950 067 $  |
| 3     | LGD Forever Young | 2 592 231 $  |

### The International 2018

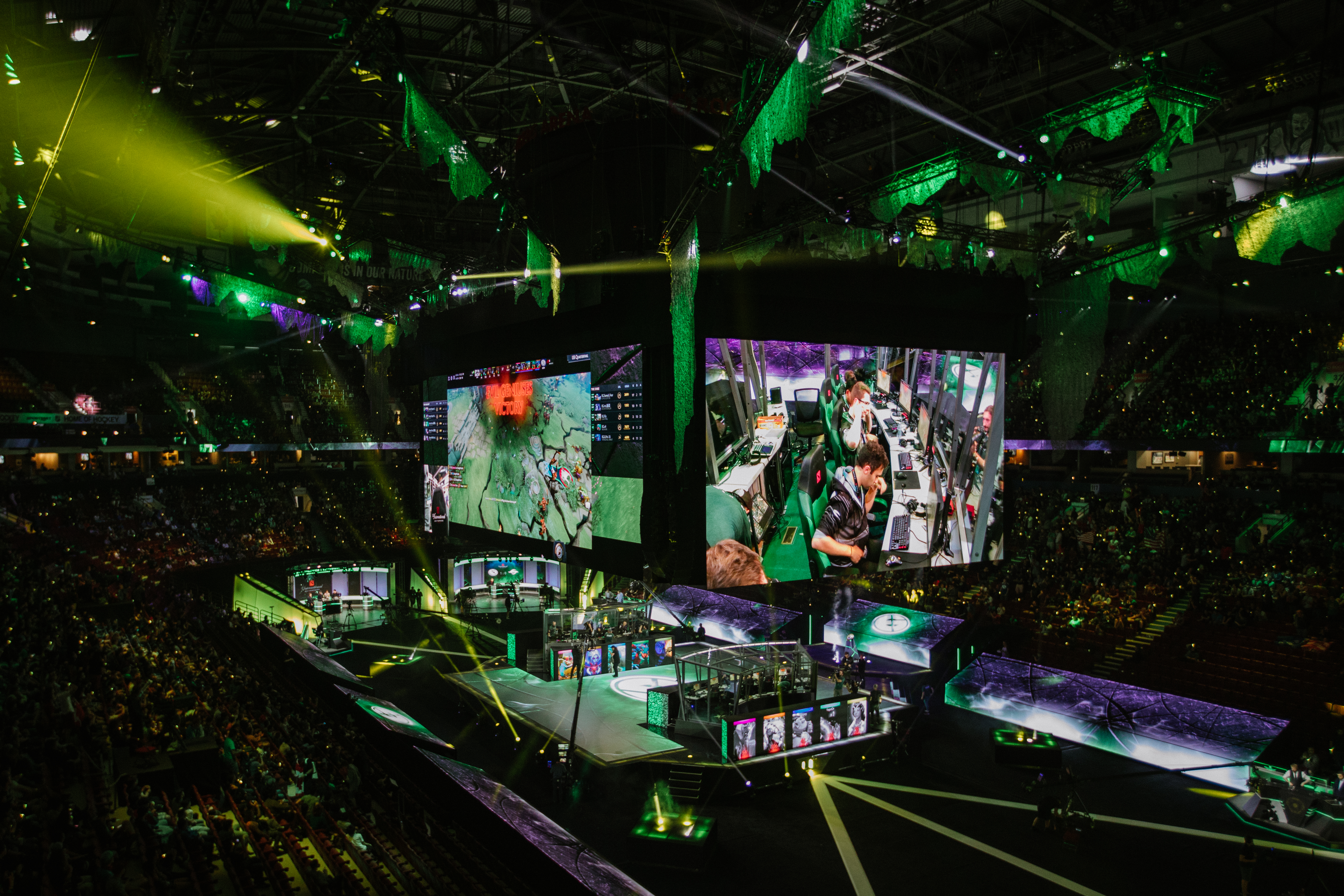
The International 2018, «Роджерс-арена».

В 2018 году прямые приглашения на турнир получили 8 команд с наивысшим показателем DPC-баллов в сезоне, оставшиеся 10 мест были разыграны в региональных отборочных квалификациях, как и годом ранее — квалификации прошли в шести регионах: СНГ, Китай, Европа, Юго-Восточная Азия, Северная Америка, Южная Америка. Это первый TI, на котором команды получили прямые приглашения по системе DPC первого сезона, и второй TI, на котором было 18 слотов для команд, 2 команды, занявшие последние места в своей группе выбывали с турнира, и далее борьба за чемпионство проходила между оставшимися 16 командами.
В отличие от чемпионатов прошлых лет, финал на этот раз проводился в Ванкувере (Канада), финальная часть прошла с 20 по 25 августа 2018 года, чемпионом стала европейская команда OG, победившая в финале китайскую команду PSG.LGD.

#### Участники
| Участники  | Участники    | Участники     | Участники     | Участники     | Участники       |
| ---------- | ------------ | ------------- | ------------- | ------------- | --------------- |
| Virtus.pro | Team Liquid  | Team Secret   | PSG.LGD       | Mineski       | Vici Gaming     |
| Newbee     | VGJ.Thunder  | FTM.Winstrike | OG            | Team Serenity | Invictus Gaming |
| Fnatic     | TnC Predator | VGJ.Storm     | Evil Geniuses | OpTic Gaming  | paiN Gaming     |

#### Результаты
| Место | Команда       | Призовые     |
| ----- | ------------- | ------------ |
| 1     | OG            | 11 190 158 $ |
| 2     | PSG.LGD       | 4 069 148 $  |
| 3     | Evil Geniuses | 2 670 379 $  |

### The International 2019

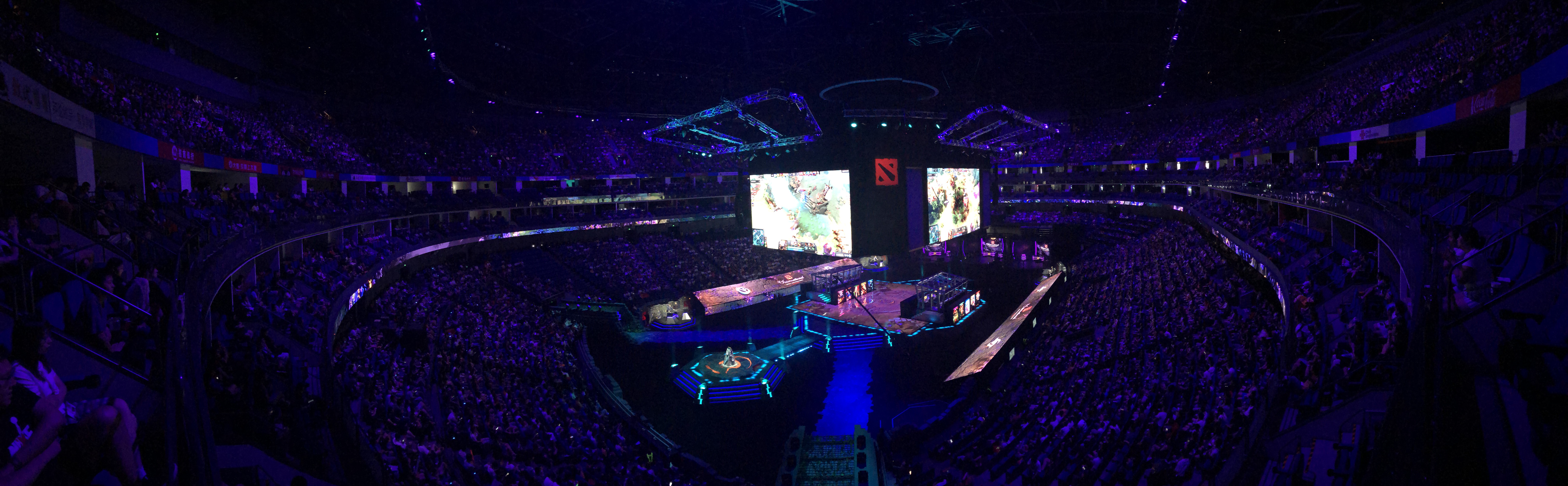
The International 2019.

В 2019 году прямые приглашения на турнир получили 12 команд с наивысшим показателем DPC-баллов во втором сезоне, оставшиеся 6 мест были разыграны в региональных отборочных квалификациях. Квалификации прошли в шести регионах: СНГ, Китай, Европа, Юго-Восточная Азия, Северная Америка, Южная Америка.
Финальная часть чемпионата проходила в Шанхае (Китай) с 15 по 25 августа 2019 года. За чемпионский титул и звание двукратных чемпионов поборолись европейские OG и Team Liquid, и вновь OG одержала победу, впервые став тем самым двукратным чемпионом The International.

#### Участники
| Участники     | Участники  | Участники    | Участники     | Участники   | Участники   |
| ------------- | ---------- | ------------ | ------------- | ----------- | ----------- |
| Team Secret   | Virtus.pro | Vici Gaming  | Evil Geniuses | Team Liquid | PSG.LGD     |
| Fnatic        | NIP        | TNC Predator | OG            | Alliance    | Keen Gaming |
| Natus Vincere | RNG Up     | Chaos        | Mineski       | FWD         | Infamous    |

#### Результаты
| Место | Команда     | Призовые     |
| ----- | ----------- | ------------ |
| 1     | OG          | 15 607 638 $ |
| 2     | Team Liquid | 4 459 325 $  |
| 3     | PSG.LGD     | 3 087 225 $  |

### The International 2020
В 2020 году турнир был отменён в связи с глобальной эпидемией COVID-19, Однако сам «Боевой пропуск 2020» был выпущен 25 мая 2020 года и завершился 9 октября 2020 года.

### The International 2021
В 2021 году турнир планировали провести с 5 по 15 августа в Стокгольме (Швеция). Однако Valve не смогла уладить проведение турнира в Швеции, поэтому он был перенесён на время поиска нового места проведения. Позже компания Valve объявила, что The International пройдет в октябре в Бухаресте (Румыния), на Национальном стадионе. Групповой этап соревнования прошёл с 7 по 10 октября, основная часть — с 12 по 17 октября. Из-за продолжавшейся пандемии COVID-2019 организаторы были вынуждены провести мероприятия при пустых трибунах, однако статистика по онлайн-вещанию превзошла прошлый чемпионат — только гранд-финал в режиме онлайн просмотрело более 2 млн зрителей по всему миру.
Закрытые квалификации были поделены на 6 регионов, победитель в каждом из которых получал прямое приглашение. В отличие от правил The International 2019, в турнире отсутствовали открытые квалификации. В квалификациях могли принимать участие команды, которые участвовали в рейтинге DPC, но не попали в Топ 12, при условии, что они поменяли не более двух игроков с начала сезона DPC.
Чемпионом стала российская команда Team Spirit, обыграв в гранд-финале китайскую PSG.LGD со счётом 3:2.
Призовой фонд The International 2021 был самым крупным за всю историю киберспорта. Он составил чуть более 40 миллионов $.

#### Участники
| Участники     | Участники    | Участники  | Участники   | Участники       | Участники        |
| ------------- | ------------ | ---------- | ----------- | --------------- | ---------------- |
| Evil Geniuses | PSG.LGD      | Virtus.pro | Quincy Crew | Invictus Gaming | T1               |
| Vici Gaming   | Team Secret  | Team Aster | Alliance    | beastcoast      | Thunder Predator |
| Elephant      | Team Undying | SG esports | OG          | Team Spirit     | Fnatic           |

#### Результаты
| Место | Команда     | Призовые     |
| ----- | ----------- | ------------ |
| 1     | Team Spirit | 18 208 300 $ |
| 2     | PSG.LGD     | 5 202 400 $  |
| 3     | Team Secret | 3 601 600 $  |

### The International 2022
В 2022 году турнир прошёл с 8 по 30 октября в Сингапуре. Впервые в истории The International в его участие приняли 20 команд. Основная часть турнира была разделена в 2 этапа: групповой этап и плей-офф. Групповой этап прошёл с 15 по 18 октября на нём сыграло 20 команд. Матчи плей-офф состоялись с 20 по 23 октября в выставочном комплексе Suntec Singapore, а финальный этап прошёл 29 по 30 октября на Сингапурском крытом стадионе.
Главным трофеем является Эгида чемпионов. Прямые приглашения на The International получили 12 команд, принимавших участие на крупных соревнованиях серии Dota Pro Circuit 2021/2022 и получивших наибольшее количество очков за сезон; шесть команд определены по итогам квалификаций, проводимых в шести регионах (Китай, Северная Америка, Южная Америка, Западная Европа, Восточная Европа и Юго-Восточная Азия); две команды, получившие путёвку на чемпионат через квалификацию «последнего шанса», которая проводилась среди 12 претендентов

#### Участники
| Участники           | Участники      | Участники      | Участники         | Участники   |
| ------------------- | -------------- | -------------- | ----------------- | ----------- |
| PSG.LGD             | beastcoast     | BOOM Esports   | Gaimin Gladiators | Soniqs      |
| OG                  | Team Aster     | TSM            | Evil Geniuses     | Hokori      |
| Team Spirit         | Thunder Awaken | Tundra Esports | Fnatic            | Entity      |
| Royal Never Give Up | BetBoom Team   | Talon Esports  | Team Secret       | Team Liquid |

#### Результаты
| Место | Команда        | Призовые    |
| ----- | -------------- | ----------- |
| 1     | Tundra Esports | 8 518 822 $ |
| 2     | Team Secret    | 2 461 033 $ |
| 3     | Team Liquid    | 1 703 810 $ |

### The International 2023
В 2023 году турнир прошёл с 12 по 29 октября в Сиэтле, США. Основная часть турнира была разделена на 2 стадии: групповая и основная. Групповая стадия прошла в две фазы: первая фаза прошла с 12 по 13 октября, вторая фаза — с 14 по 15 октября. Матчи основной стадии состоялись с 20 по 22 октября в Сиэтлском конференц-центре, а финальный этап с 27 по 29 октября на Клаймэт Пледж-арене.
Прямые приглашения на The International получили 12 команд, принимавших участие на крупных соревнованиях серии Dota Pro Circuit 2022/2023 и получивших наибольшее количество очков за сезон; восемь команд определены по итогам квалификаций, проводимых в шести регионах (Китай, Северная Америка, Южная Америка, Западная Европа, Восточная Европа и Юго-Восточная Азия).

#### Участники
| Участники         | Участники         | Участники    | Участники      | Участники  |
| ----------------- | ----------------- | ------------ | -------------- | ---------- |
| Team Liquid       | Evil Geniuses     | beastcoast   | Entity         | Virtus.Pro |
| Gaimin Gladiators | LGD               | Team Spirit  | PSG Quest      | nouns      |
| Tundra Esports    | Shopify Rebellion | TSM          | Keyd Stars     | Azure Ray  |
| 9Pandas           | Talon Esports     | BetBoom Team | Thunder Awaken | Team SMG   |

#### Результаты
| Место | Команда           | Призовые    |
| ----- | ----------------- | ----------- |
| 1     | Team Spirit       | 1 414 623 $ |
| 2     | Gaimin Gladiators | 377 177 $   |
| 3     | LGD               | 251 521 $   |

### The International 2024
Турнир прошёл с 4 по 15 сентября 2024 года в датском Копенгагене.

#### Участники
| Участники         | Участники     | Участники    | Участники      |
| ----------------- | ------------- | ------------ | -------------- |
| Team Spirit       | Xtreme Gaming | Team Falcons | Team Liquid    |
| Gaimin Gladiators | BetBoom Team  | Cloud9       | Tundra Esports |
| 1win              | Team Zero     | G2 x iG      | Talon Esports  |
| Aurora            | nouns         | HEROIC       | beastcoast     |

#### Результаты
| Место | Команда           | Призовые    |
| ----- | ----------------- | ----------- |
| 1     | Team Liquid       | 1 170 965 $ |
| 2     | Gaimin Gladiators | 364 305 $   |
| 3     | Tundra Esports    | 234 150 $   |

### The International 2025
| Участники      | Участники         | Участники     | Участники    |
| -------------- | ----------------- | ------------- | ------------ |
| Team Liquid    | Gaimin Gladiators | NAVI          | Team Nemesis |
| Parivision     | Team Spirit       | Nigma Galaxy  | BOOM Esports |
| BetBoom Team   | Team Falcons      | Aurora Gaming | Wildcard     |
| Team Tidebound | Tundra Esports    | Xtreme Gaming | HEROIC       |

## Отражение в мировой культуре
The International как крупнейшее игровое и киберспортивное событие в значительной мере повлиял на популяризацию киберспорта и его распространение в мире. В 2014 году Valve издала документальный фильм Free to play, посвящённый организации и проведению первого турнира в 2011 году.
В 2016 году Valve вернулась к съёмкам серии эпизодических документальных фильмов под общим названием True Sight, посвящённых чемпионатам прошлых лет.

### Документальные фильмы
- Free To Play (2014)